# Nagelmatrix

Anatomische Darstellung des Nagels, Längsschnitt

Die Nagelmatrix, auch Nagelwurzel genannt, bildet die Zellen, aus denen der Finger- bzw. Zehennagel besteht. Sie befindet sich oberhalb des Nagelmondes und wird durch die aufliegende Nagelhaut geschützt.
Die Nagelmatrix ist die eigentliche Wachstumszone. Die Nagelmatrix entsteht durch eine Einstülpung der Oberhaut. Die abgestorbenen Hautzellen schilfern im Bereich der Nagelmatrix nicht ab.